# Anarrhichthys ocellatus

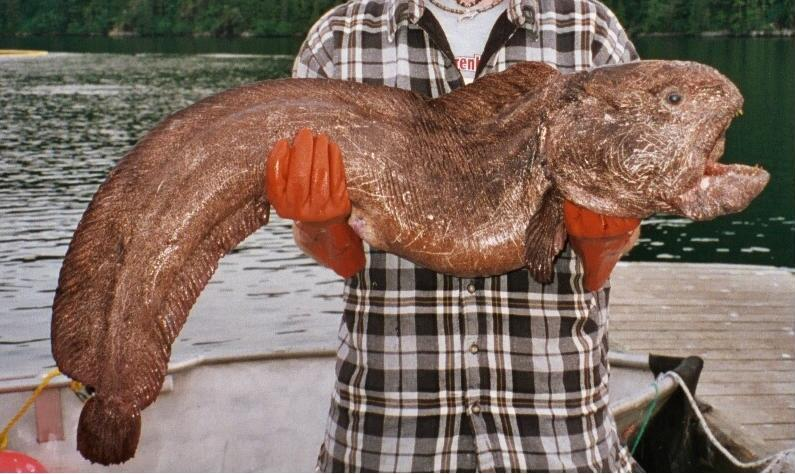
Ejemplar macho capturado en Prince William Sound.

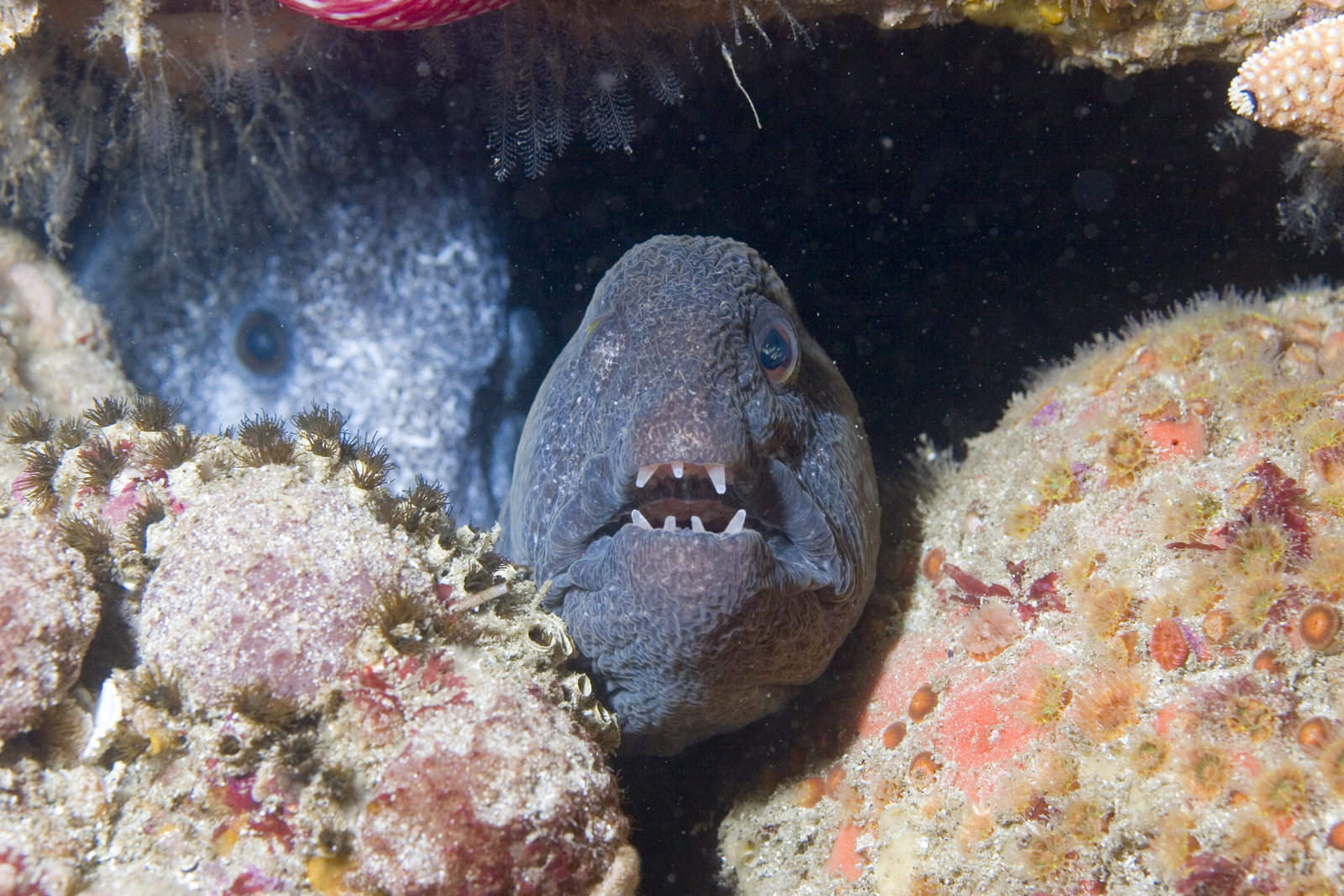
Un Anarrhichthys ocellatus

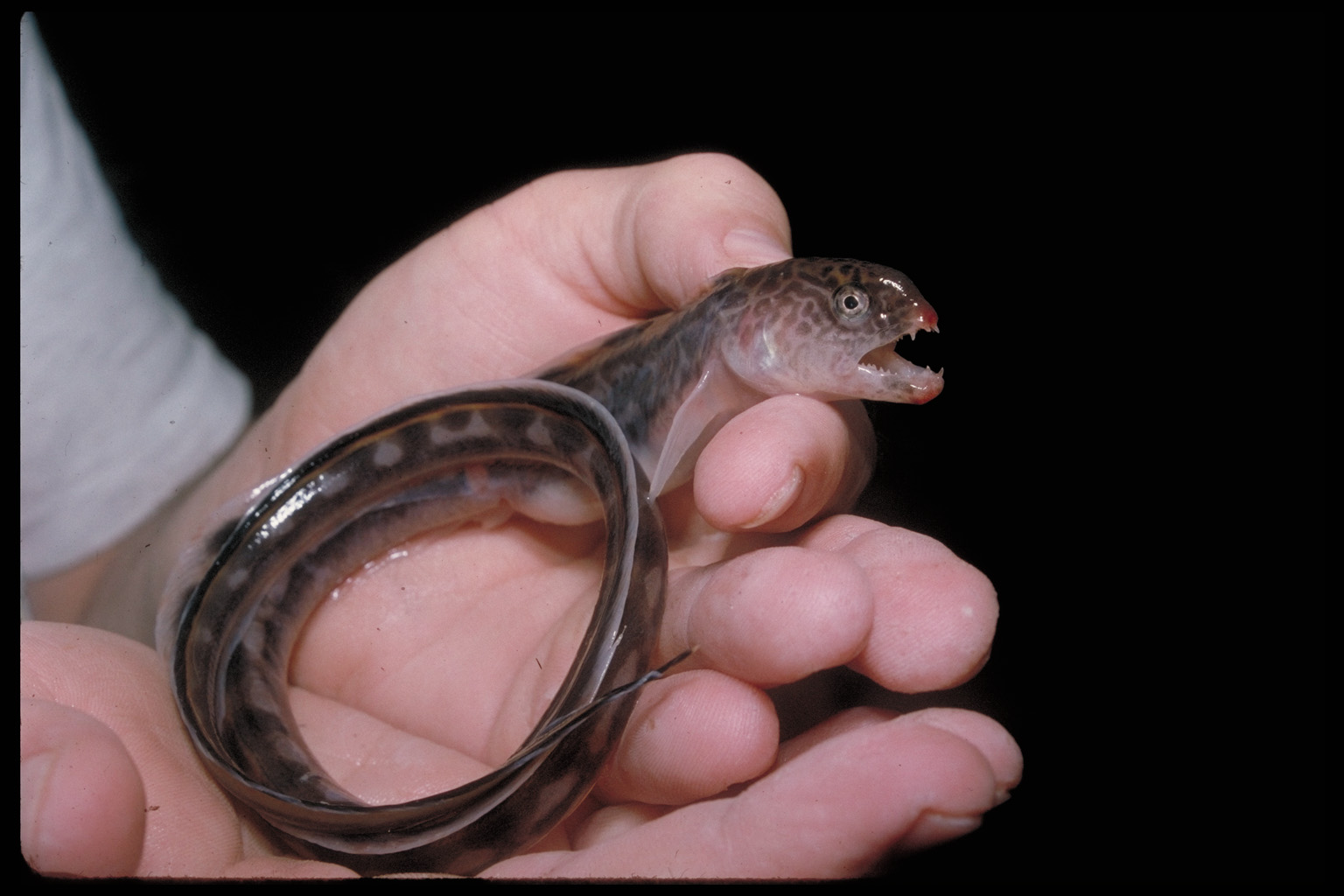
Juvenil.

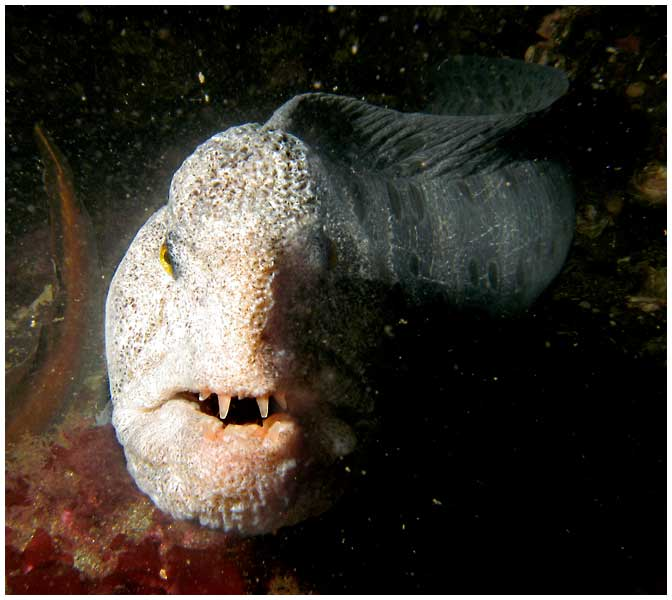
Vista frontal.

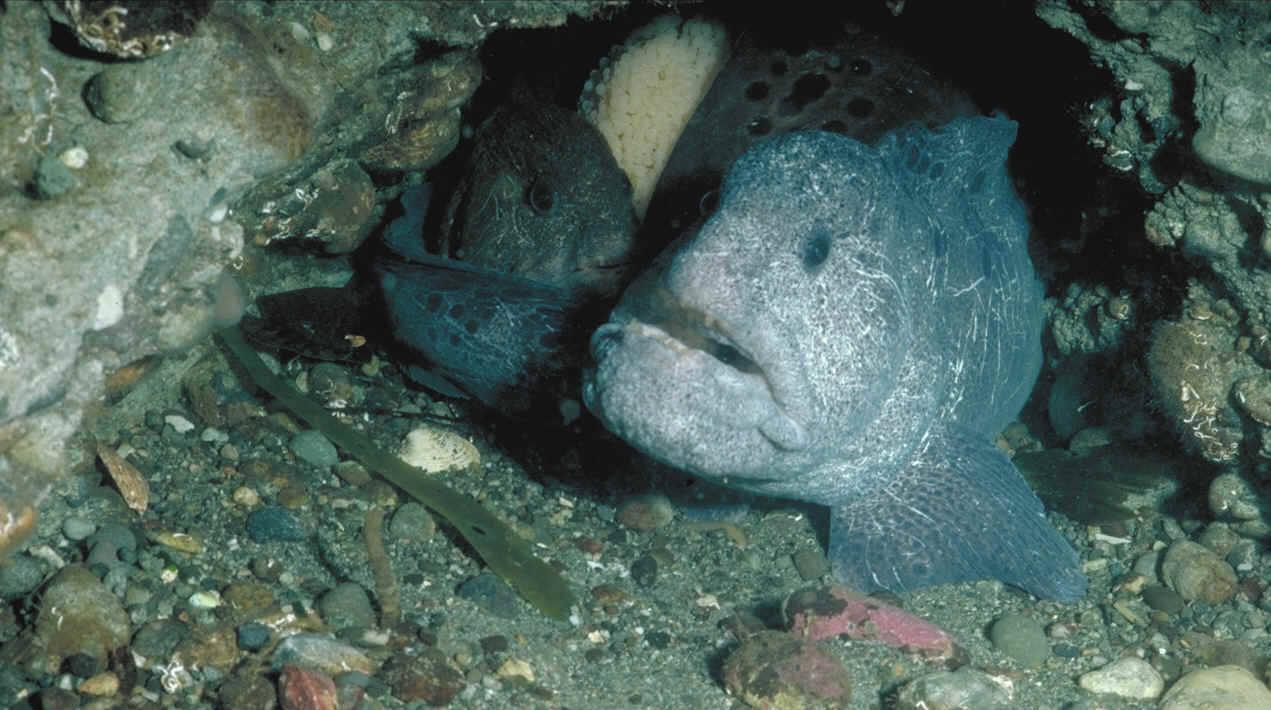
Dos ejemplares, con una posta de huevos a la parte posterior.

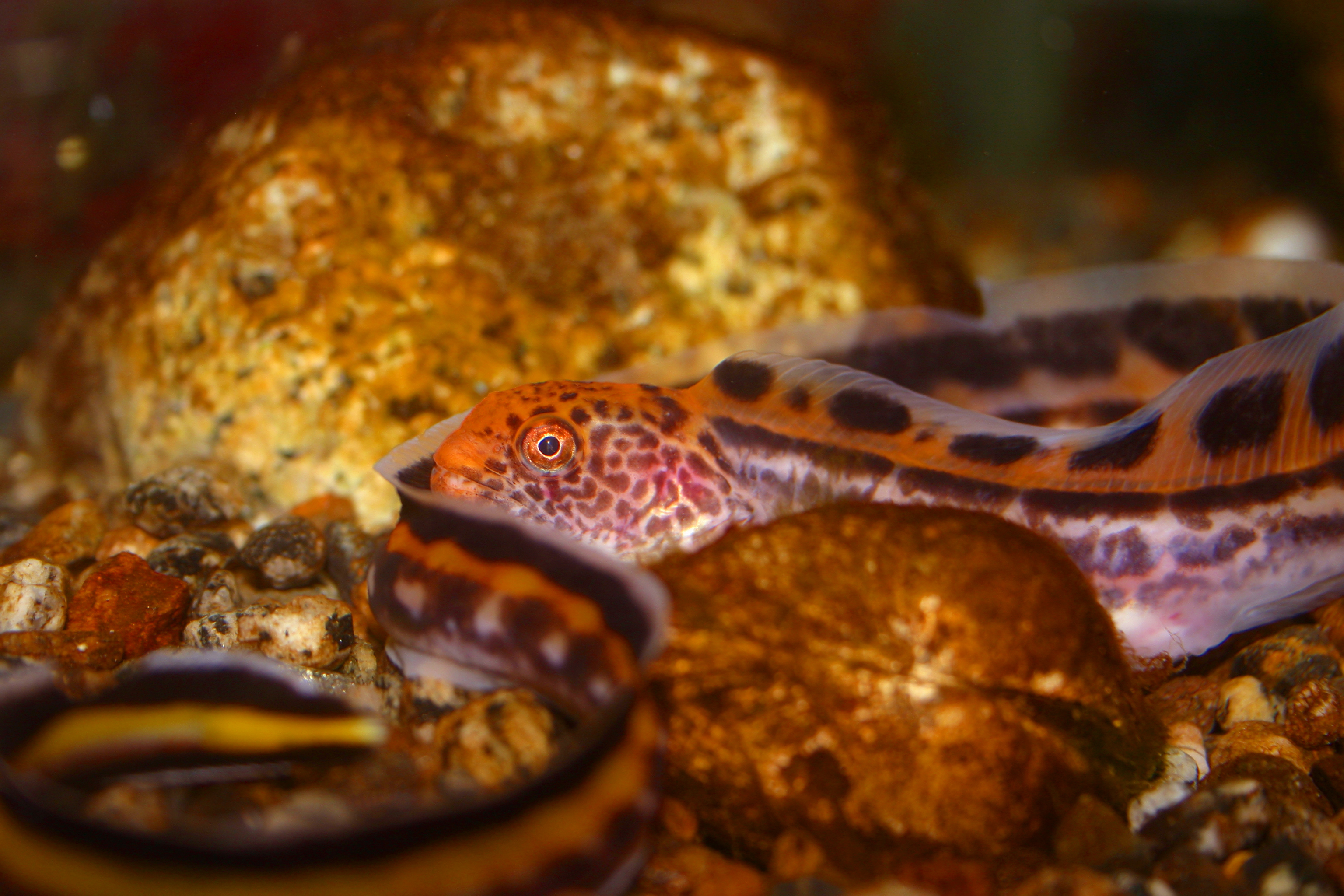
Juvenil fotografiado en Alaska.

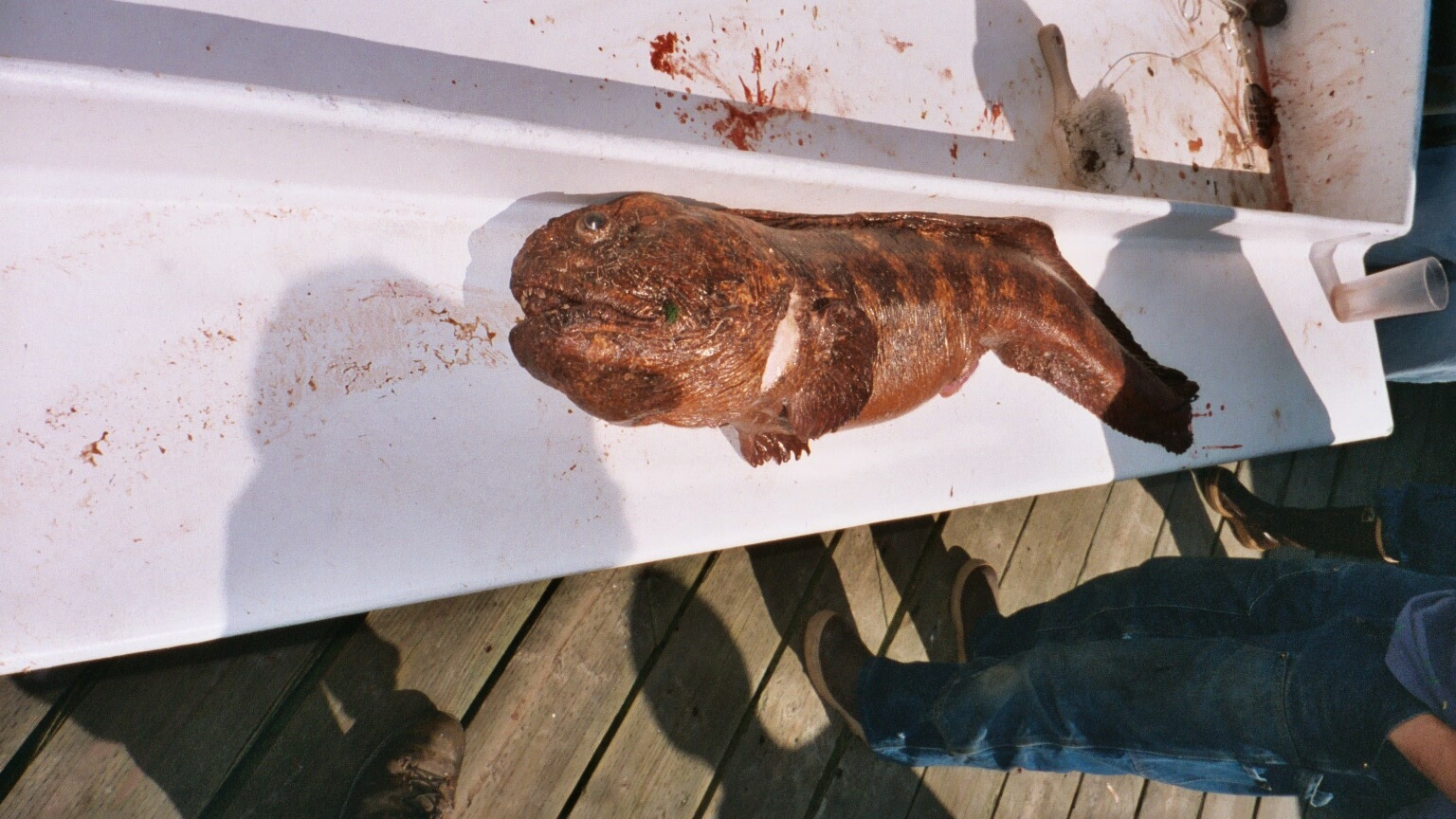
Un Anarrhichthys ocellatus después de ser pescado.

La anguila lobo (Anarrhichthys ocellatus) es una especie de pez de la familia de los Anarhichadidae y la única del género Anarrhichthys.

## Descripción
- 240 cm de longitud máxima y 18,4 kg de peso.[2][3]
- Los juveniles son de color anaranjado con grandes manchas oscuras en la parte posterior del cuerpo, mientras que los adultos son de color gris, marrón grisáceo o verde oscuro y ocasionalmente moteado
- Presenta mandíbulas poderosas con las cuales aplasta sus presas: dientes caninos en la parte delantera de la boca y molares de gran alcance a la posterior.
- Ninguna espina y 233 radios en la aleta anal.
- 1 única aleta dorsal con 228-250 espinas flexibles y sin radios blandos, la cual se extiende desde la cabeza hasta el otro extremo del cuerpo.
- Aleta caudal pequeña.
- Ausencia de aletas pélvicas y de línea lateral.
- El macho tiene labios enormes y una protuberancia a la parte superior de la cabeza.[4][5][6][7]

## Reproducción
El macho y la hembra se emparejan para toda la vida, ocupan la misma madriguera, se reproducen desde octubre hasta finales del invierno y los dos sexos custodian de una manera igual los huevos (alrededor de 10.000, los cuales eclosionan al cabo de 91-112 días).

## Alimentación
Come invertebrados de caparazón duro (caracoles, almejas, mejillones, cangrejos y erizos de mar) y otros peces.

## Hábitat y distribución geográfica
Anarrhichthys ocellatus es un pescado marino, demersal (entre 1 y 226 m de profundidad) y de clima templado, los adultos viven entre las rocas de las zonas bénticas (los juveniles son pelágicos durante un máximo de dos años) del Pacífico norte: desde el mar de Ojotsk, el mar del Japón y el Ártico hasta el sudeste del mar de Bering, las islas Krenitzin (el este de las islas Aleutianas, Alaska), Imperial Beach (al sur de California, en Estados Unidos) y Baja California (México), incluyendo la Columbia Británica (Canadá).

## Observaciones
Los especímenes más grandes pueden infligir mordiscos dolorosos, su carne es sabrosa y algunas tribus amerindias de Norteamérica reservaban esta especie a los curanderos tribales.